# Douglas Preston
Douglas Jerome Preston assina como Douglas Preston (Cambridge, 31 de maio de 1956) é um jornalista e escritor norte-americano. Embora seja mais conhecido por seus livros do gênero thriller em colaboração com Lincoln Child (incluindo as séries Agente Pendergast e Gideon Crew), ele também escreveu seis romances solo, incluindo a série Wyman Ford e um romance intitulado Jennie, que foi transformado em filme pela Disney. Ele é autor de livros de não ficção sobre ciência e exploração e escreve ocasionalmente para o The New Yorker, Natural History, National Geographic, Harper’s, Smithsonian e The Atlantic.

## Biografia
Preston nasceu em Cambridge, Massachusetts nos Estados Unidos e cresceu em Wellesley, Massachusetts. Formado pela pela Pomona College em Claremont, Califórnia, Preston começou sua carreira de escritor no Museu Americano de História Natural de Nova York.
De 1978 a 1985, Preston trabalhou para o Museu Americano de História Natural como escritor, editor e gerente de publicações. Ele atuou como editor-chefe do jornal Curator e foi colunista da revista Natural History. Em 1985, ele publicou a história do museu, Dinosaurs In The Attic: An Excursion into the American Museum of Natural History, que narrava os exploradores e expedições dos primeiros dias do museu. O editor desse livro na edtiroa St. Martin's Press foi seu futuro parceiro de redação, Lincoln Child. Eles logo colaboraram em um thriller ambientado no museu intitulado Relic. Posteriormente, foi transformado em um filme pela Paramount Pictures, estrelado por Penelope Ann Miller, Tom Sizemore e Linda Hunt.
Em 1986, Preston mudou-se para o Novo México e começou a escrever em tempo integral. Buscando uma compreensão do primeiro momento de contato entre europeus e nativos americanos na América, ele refez a busca violenta e malsucedida de Francisco Vásquez de Coronado pelas lendárias Sete Cidades de Ouro a cavalo. Essa jornada de mil milhas através do sudoeste americano resultou no livro: Cities of Gold: A Journey Across the American Southwest. Desde aquela época, Preston empreendeu muitas longas jornadas a cavalo retraçando trilhas históricas ou pré-históricas, para as quais foi introduzido na Long Riders' Guild. Ele também participou de expedições em outras partes do mundo, incluindo uma jornada nas profundezas do território controlado pelo Khmer Vermelho na selva do Camboja com um pequeno exército de soldados, para se tornar o primeiro ocidental a visitar um templo perdido de Angkor. Ele foi a primeira pessoa em 3.000 anos a entrar em uma antiga câmara mortuária egípcia em uma tumba conhecida como KV5 no Vale dos Reis. Preston participou de uma expedição que levou à descoberta de uma cidade antiga em um vale inexplorado nas montanhas Mosquitia, no leste de Honduras, que ele narrou em um livro de não ficção, The Lost City of the Monkey God: A True Story (tradução literal: A Cidade Perdida do Deus Macaco: Uma História Verdadeira). Nessa expedição, ele e outros membros da expedição contraíram uma doença tropical incurável conhecida como leishmaniose mucocutânea, para a qual recebeu tratamento no National Institutes of Health. Em 1989 e 1990, ele ensinou redação de não-ficção na Universidade de Princeton. Ele tem sido ativo na organização International Thriller Writers.

## Carreira
Com seu colaborador frequente, Lincoln Child, ele criou o personagem do Agente Especial Pendergast do FBI, que aparece em muitos de seus romances, incluindo Relic, Mount Dragon, Reliquary.
Além de suas colaborações com Child e seu universo ficcional solo, Preston escreveu vários livros de não ficção de sua autoria, principalmente lidando com a história do sudoeste americano. Ele escreveu sobre arqueologia e paleontologia para a revista The New Yorker.
Em maio de 2011, o Pomona College conferiu a Preston o grau de Doutor em Letras (Honoris Causa). Ele recebeu prêmios de redação nos Estados Unidos e na Europa.

## Envolvimento no caso do "Monstro de Florença"
Em 2000, Preston mudou-se para Florença na Itália com sua família e ficou fascinado com um mistério de um assassinato local não resolvido envolvendo um serial killer apelidado de Monstro de Florença. O caso e seus problemas com as autoridades italianas são o assunto de seu livro de 2008 The Monster of Florence: A True Story, em coautoria com o jornalista italiano Mario Spezi. Os erros e a corrupção da polícia italiana são mostrados no livro e como retaliação Mario Spezi é preso como suspeito do crime e Douglas Preston acusado de cumplicidade.